# Міст (фільм, 1942)
«Міст» — радянський художній військовий фільм 1942 року, знятий режисерами Шотою Манагадзе і Костянтином Піпінашвілі на Тбіліській кіностудії.

## Сюжет
Німецько-радянська війна, 1942 рік. Радянський ешелон зі зброєю повинен перетнути річку, але міст підірваний німцями. Гігаурі і його батальйону командування дає завдання відновити переправу. Завдання виконано, ешелон переправлений.

## У ролях
- Георгій Шавгулідзе — Іло Гігаурі
- Медея Джапарідзе — Манана
- Георгій Проніспірелі — Георгій
- Павло Єрмілов — лейтенант Козлов
- Давид Лорткіпанідзе — сержант
- Петро Должанов — Барута
- Леонід Романов — майор Шевельов
- Іван Бодров — генерал-майор
- Олександр Джагарбеков — епізод
- Петро Морський — епізод

## Знімальна група
- Режисери — Шота Манагадзе, Костянтин Піпінашвілі
- Сценарист — Георгий Мдівані
- Оператори — Борис Буравльов, Фелікс Висоцький
- Композитор — Олексій Мачаваріані